# Francis Alÿs
Francis Alÿs (* 1959 in Antwerpen, Belgien) ist ein belgischer Fotograf, Maler, Aktions- und Videokünstler. Er lebt und arbeitet in Mexiko-Stadt.

## Leben
Francis Alÿs wuchs im belgischen Pajottenland auf. Er studierte Architektur von 1978 bis 1983 am Institut d’Architecture in Tournai und anschließend bis 1986 am Instituto Universitario di Architettura di Venezia in Venedig. 1987 kam er als Ingenieur nach Mexiko, um bei einem Hilfsprojekt der belgischen Regierung nach dem Erdbeben von Mexiko-Stadt 1985 mitzuarbeiten. Nach Ablauf der Maßnahme blieb er in Mexiko, wandte sich künstlerischen Arbeiten zu und lernte den mexikanischen Kurator Guillermo Santamarina kennen, der in seinem Ausstellungsraum El Salon de los Aztecas die Arbeiten der jungen Künstlergeneration zeigte:
„Das Chaos, die Mischung aus historischen Gebäuden und alltäglichem Leben, die Masse an Händlern, die das Stadtbild, das mit keiner anderen Stadt in Europa zu vergleichen ist, beherrschen und praktisch eine parallele Ökonomie geschaffen haben, faszinierten mich von Anfang an […].“

## Werk
Das Werk Alys’ besteht aus Videofilmen, Zeichnungen, Malerei, Fotografien, Performances und Klangarbeiten. Im Jahr 1991 machte er mit Spaziergang eine erste Kunstaktion, die er, wie die folgenden, auf Video dokumentierte. Bei einem Streifzug (paseo) durch das Stadtzentrum zog er einen magnetischen Hund auf Rädern hinter sich her, an dem im Verlauf immer mehr auf der Straße liegende Eisenteile haften blieben.
In der 1997 begonnenen Diaserie Schläfer dokumentierte er reglos in den Straßen von Mexiko-Stadt liegende Menschen, bei denen nicht zu unterscheiden war, ob es sich um Tote oder nur um Schlafende handelte. Die Serie wird vom Künstler jährlich fortlaufend aktualisiert.
Für Alÿs, der es vermeidet, raumgreifende Skulpturen oder Installationen zu hinterlassen, blieb der zu Fuß durchstreifte Stadtraum eine wichtige Arbeitsform. Bei einer anderen Aktion schob er einen Eisblock so lange durch die Stadt, bis dieser, eine verdunstende Wasserspur hinterlassend, geschmolzen war. Bei Fairy Tales (1994) ribbelte er während eines „paseos“ seinen Strickpullover auf und legte mit dem Wollfaden die Spur seines Spaziergangs:
„Was von den Spaziergängen bleibt, ist eine eigentümliche Mischung aus Fakten und Gerüchten. Manchmal kommen deshalb Zweifel auf, ob sich alles auch wirklich so zugetragen hat, wie es die in Ausstellungen präsentierten ‚Dokumente‘ nahelegen. […] Nicht zuletzt reaktivieren sie den Mythos des Künstlers, der die Welt befragt und neu erfindet, der – ohne einer neuen Romantik zu verfallen – seine Aufmerksamkeit wieder dem Geheimnisvollen im Alltäglichen zuwendet.“
Alÿs war zur 49. Biennale von Venedig 2001 eingeladen, ließ sich aber an den Eröffnungstagen durch einen Pfau (Pavo cristatus) vertreten, der statt seiner die „paseos“ machte. Der dressierte Pfau, der von einem uniformierten Begleiter betreut wurde, stolzierte durch die „Giardini“, Hauptschauplatz der Biennale, durch das Arsenal von Venedig und die Umgebung des Markusplatzes. Er nahm auch die Termine des Künstlers auf den abendlichen Empfängen wahr. Für die Aktion wurden Postkarten produziert, die während des Spazierganges verteilt wurden.
Seine 2002 für die Biennale in Lima (Peru) erstellte Arbeit ließ er in Ventanilla unweit der Hauptstadt in einem Armenviertel ausführen. Für sein Werk Faith Moves Mountains („Wenn der Glaube Berge versetzt“) ließ er 500 freiwillige Helfer, die nur mit Schaufeln ausgerüstet waren, eine 200 Meter hohe und 500 Meter lange Sanddüne nur um 10 cm versetzen. Dieses Werk wurde 2011 im Rahmen der Ausstellung: Once Upon a Time: Fantastic Narratives in Contemporary Video in der Berliner Kunsthalle Deutsche Guggenheim gezeigt.
Die Arbeit The Rehearsal 1 zeigte Francis Alÿs im Jahr 2004 anlässlich seiner Auszeichnung mit dem blueOrange-Preis im Martin-Gropius-Bau: Ein roter VW-Käfer versucht, eine ansteigende Sandpiste zu befahren – und rollt immer wieder zurück. In der ursprünglichen Performance in Tijuana fuhr ebenfalls ein roter VW eine Sandpiste hügelaufwärts. Hinter dem Hügel lag die Grenze zu den USA. Solange eine Blechbläser-Combo spielte, gab er Gas, hörte sie auf zu spielen, rollte das Auto zum Gelächter der Anwesenden zurück.
Alÿs hat sein Atelier in der Nähe der historischen Kathedrale in einer der Seitenstraßen des „Zócalo“ in Mexiko-Stadt.

## Mitgliedschaften
Seit 2018 ist er assoziiertes Mitglied der Königlichen Akademie der Wissenschaften und Schönen Künste von Belgien.

## Zitate
„Manchmal führt es zu nichts, wenn man etwas macht, manchmal führt es zu etwas, wenn man nichts macht.“

„Man erreicht eigentlich das, was man erreichen möchte, dadurch, dass man das Leben in einer ständigen Rehearsal, einer ständigen Probe hält. Vielleicht eine Generalprobe, aber es ist eine Probe.“

## Auszeichnungen (Auswahl)
- 2002: Hugo Boss Prize
- 2004: blueOrange-Preis
- 2008: Publikumspreis beim The Vincent van Gogh Biennial Award for Contemporary Art in Europe
- 2020: Rolf-Schock-Preis für Kunst
- 2023: Wolfgang-Hahn-Preis Köln[12]

## Ausstellungen (Auswahl)
- 2025: Francis Alÿs. Kids Take Over, Museum Ludwig
- 2023: Francis Alÿs. Juegos de niñxs, 1999–2022. Museo Universitario Arte Contemporáneo MUAC, Mexiko-Stadt
- 2022: 59. Biennale di Venezia
- 2019/2020: Francis Alÿs.The Private View, Museum Morsbroich
- 2016/2017: Francis Alÿs „Le temps du sommeil“ Wiener Secession[13]
- 2013: Slapstick; Gemeinschaftsausstellung. Kunstmuseum Wolfsburg
- 2011: Once Upon a Time, Deutsche Guggenheim, Berlin
- 2011: Francis Alÿs, MoMA PS1, New York
- 2011: Francis Alÿs. A Story of Deception, Museum of Modern Art, New York
- 2009: Fabiola, Los Angeles County Museum of Art/LACMA; 2011: Schaulager der Laurenz-Stiftung, Münchenstein, BL
- 2006: A Story of Deception, Portikus, Frankfurt am Main[14]
- 2004: Walking Distance from the Studio, Kunstmuseum Wolfsburg; Artist’s Choice: Mona Hatoum, Here Is Elsewhere, The Museum of Modern Art, New York; 20/20 Vision, Stedelijk Museum Post CS, Amsterdam; Time Zones: Recent Film and Video, Tate Modern, London
- 2001: 49. Biennale di Venezia; 7. Istanbul Biennial
- 1996: Museo de Arte Contemporãneo de Oaxaca, Oaxaca (Mexiko)